# Grendel (sluiting)

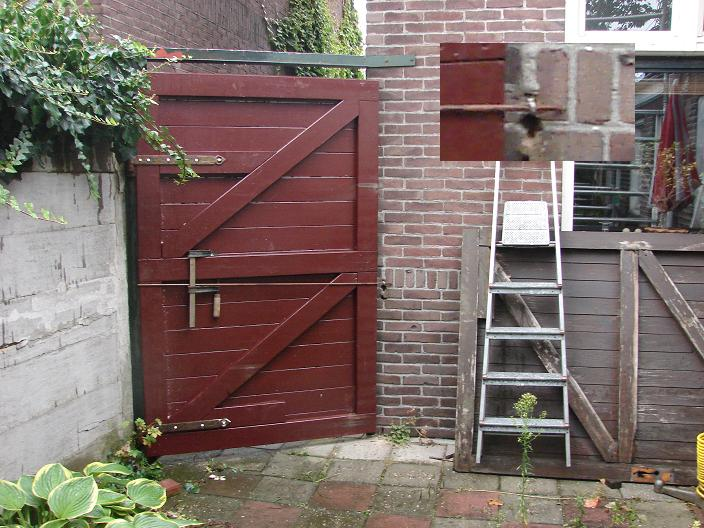
Voorbeeld van een tijdelijke grendel

Een grendel is een aan één kant te bedienen deursluiting, die een deur of raam tegen openduwen verzekert.
Een grendel bestaat vaak uit een metalen staaf die aan de deur is bevestigd en als de deur is gesloten in een houder aan de deurpost of de muur naast de deur kan worden geschoven. Van buiten gezien is de deur op slot, maar van binnenuit is de deur zonder extra sluitwerk door iedereen te openen. Hierdoor is het beveiligingsniveau laag. Voor tijdelijk sluitwerk voldoet zelfs een simpele oogschroef en een stang.